# Długa zima

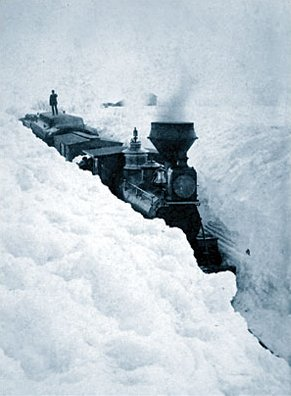
pociąg w zaspach, marzec 1881, Minnesota

Długa zima (The Long Winter, 1940) – powieść Laury Ingalls Wilder, z dużą dozą elementów autobiograficznych, zredagowanych przez córkę autorki, Rose Wilder Lane. Powieść jest szóstą częścią (w Polsce, wśród części wydanych przez Agencję Kris - piątą) cyklu powieściowego Mały domek.
Akcja rozgrywa się od lata 1880 do maja 1881, skupiając się w szczególności na zimie, która była w USA jedną z najcięższych w XIX stuleciu - kilkudniowe śnieżyce nachodzą bez przerwy, pociągi przestają jeździć. Z czasem zaczyna brakować jedzenia i opału.

## Książka a rzeczywistość
Powieści Wilder, choć autobiograficzne, w wielu momentach odbiegają od rzeczywistości, skracając, bądź rezygnując całkowicie z opisu pewnych wydarzeń, łącząc inne, czy też przenosząc je w inne momenty życia pisarki. "Długa zima" jest pod tym względem inna. Bardzo tu mało fikcji, a stosunkowo dużo autentycznych szczegółów.

## Strony zewnętrzne
- Długa zima w portalu Open Library